# Вестланд COW
Вестланд COW (енгл. Westland COW Gun Fighter) је ловачки авион направљен у Уједињеном Краљевству. Авион је први пут полетео 1930. године. 

Овај топом опремљен пресретач бомбардера је направљен по спецификацији F.29/27. Пошто му летне особине нису биле боље од постојећих ловаца, није наручен.
Највећа брзина авиона при хоризонталном лету је износила 296 km/h.
Практична највећа висина током лета је износила 8960 метара а брзина успињања 435 метара у минути. Распон крила авиона је био 12,4 метара, а дужина трупа 9,09 метара. Био је наоружан са једним топом калибра 37 mm.

## Наоружање
| Наоружање авиона: Вестланд     |    |
| Ватрено (стрељачко) наоружање  |    |
| Топ                            |    |
| Број и ознака топа             | 1  |
| Калибар                        | 37 |
| Митраљез                       |    |
| Бомбардерско наоружање (бомбе) |    |
| Ракетно наоружање (ракете)     |    |